# Іракліс (баскетбольний клуб)
Іракліс (Κ.Α.Ε. Ηρακλής) — баскетбольний клуб міста Салоніки, Греція. Перший чемпіон Грецької першості в історії ліги.

## Досягнення
- A1 Етнікі — 2 перемоги (1928, 1935).